# 봉명고등학교
봉명고등학교(鳳鳴高等學校)는 대한민국 충청북도 청주시 흥덕구 봉명동에 있는 공립 고등학교이다.

## 학교 연혁
- 2005년 3월 31일 : 송절고등학교(가칭) 설립계획 인가
- 2006년 8월 22일 : 봉명고등학교로 교명 확정
- 2007년 3월 2일 : 	1학년 10학급(355명) 배정
- 2007년 5월 10일 : 개교기념식
- 2008년 12월 19일 : 봉명학사 준공
- 2021년 3월 17일 : 봉마당, 봉뜨락 준공(3층 홈베이스, 실내정원)
- 2021년 11월 6일 : 황리단길 준공(운동장 산책로)
- 2021년 12월 16일 : 학교 숲 조성
- 2024년 2월 7일 : 제15회 졸업식(215명) 누계 4,746명
- 2024년 3월 1일 : 제8대 조삼현 교장 부임
- 2024년 3월 4일 : 제18회 입학식(8학급 246명)

## 참고 자료
- 봉명고등학교 - 한국교육학술정보원 학교알리미